# Sonate pour piano no 1 de Schumann
Pour les articles homonymes, voir Sonate pour piano.

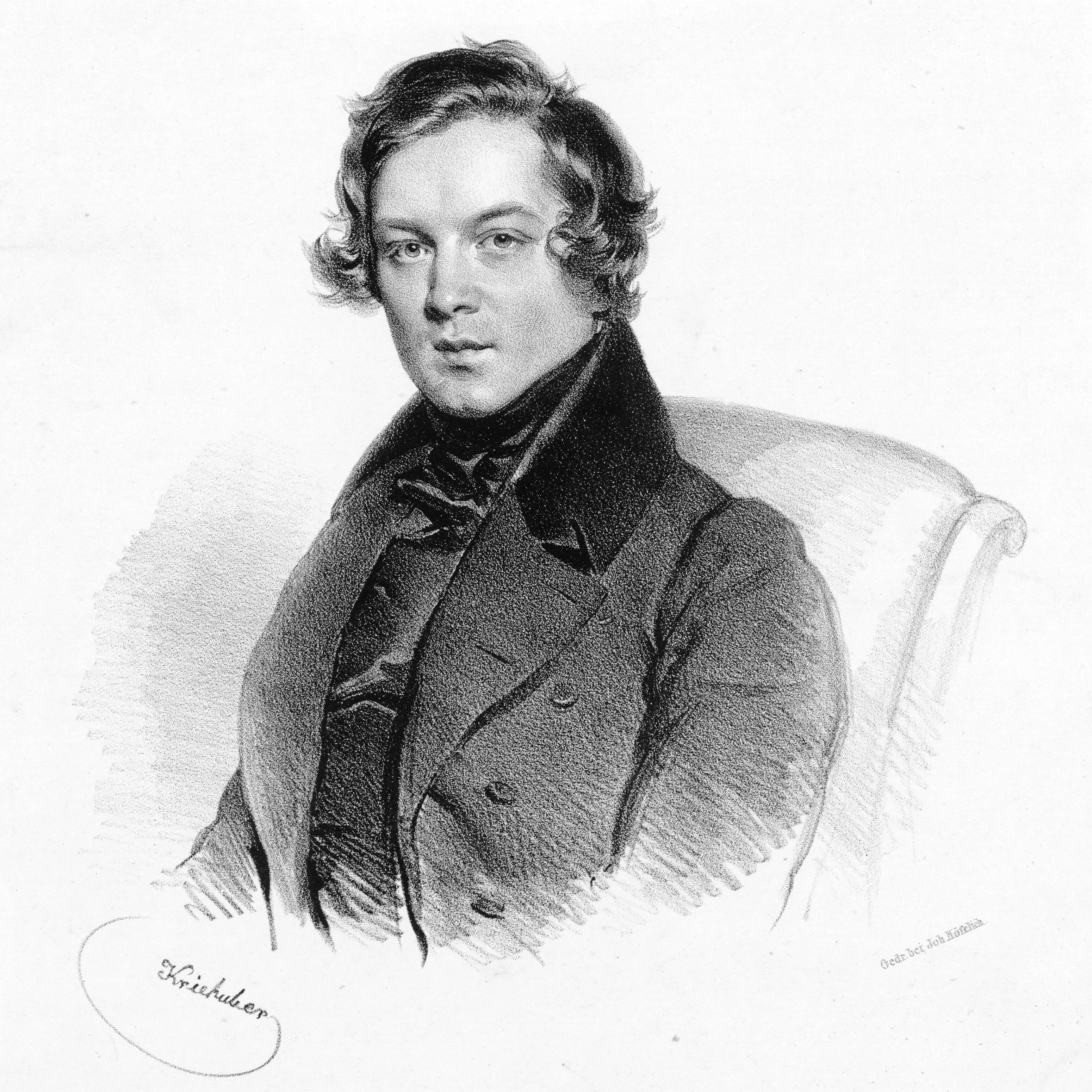
Robert Schumann.

La Sonate pour piano no 1 en fa dièse mineur opus 11 est la première des trois sonates pour clavier de Robert Schumann. Composée entre 1832 et 1835, elle est créée par Clara Schumann en septembre 1837 à Leipzig. Page pianistique passionnée et héroïque mais d'accès peu aisé en raison d'un développement thématique touffu, elle suscita l'admiration d'un Franz Liszt et porte la mention : « pour Clara, de Florestan et Eusébius ».

## Structure
1. Introduzione (un poco adagio) - Allegro vivace
2. Aria (en la majeur, à 3/4): Quarante cinq mesures indiquées senza passione ma espressivo
3. Scherzo: Allegrissimo (en fa dièse mineur, à 3/4)
4. Finale: Allegro un poco maestoso

## Discographie sélective
- Maurizio Pollini, DG
- Karl Engel, Valois
- Claudio Arrau, Philips
- Vladimir Sofronitsky, FSUI "Firma Melodia", 2003
- György Cziffra Méloclassic MC 1046

## Source
- François-René Tranchefort, Guide de la musique de piano et clavecin, éd.Fayard 751